# الرابطة الأدبية
الرابطة الأدبية هي جمعية أدبية مهجرية تأسست في الأرجنتين من قبل أدباء وشعراء من سوريا العثمانية في 1949 ومن أبرز أعضائها جورج صيدح وإلياس قنصل وزكي قنصل وعبد اللطيف اليونس وجواد نادر وسيف الدين الرحال وجبران مسوح وملاتيوس خوري ويوسف الصارمي وجورج عساف وعبد اللطيف الخشن. تأسست إثر زيارة الوفد العربي إلى الأرجنتين. ولم تستمر سوى سنتين عندما رجع صيدح إلى سوريا.